# Zoïa Trofimova
Pour les articles homonymes, voir Trofimova.
Zoïa Trofimova (russe : Зоя Трофимова) est une réalisatrice de film d'animation russe, travaillant en Russie et  France. Elle co-réalise fréquemment avec son mari, Youri Tcherenkov. Ils travaillent notamment tous les deux sur des longs métrages pour le studio français Folimage.

## Technique
Elle dessine notamment au pastel parfois gratté, comme dans le film Le père frimas pour lequel elle a réalisé la création graphique.

## Biographie
Diplômée de l'école d'art ER, elle se spécialise dans l'animation à l'Institut de cinématographie de Moscou.
En 1992, elle commence à travailler à Folimage lorsqu'elle participe au 2e marathon européen des jeunes réalisateurs.
En 1999, elle est sélectionnée dans différents festivals pour son film Trifle (bagatelle en anglais).
En 2003, elle reçoit des prix dans différents festivals pour son court métrage Le Trop Petit Prince, dont l'Ours de cristal du meilleur court métrage à la Berlinale 2003 (53e festival du film de Berlin).

## Filmographie
- 1996 : Noël (russe : Рождество) de Mikhaïl Aldachine, animation, 14 minutes  (décors)[3] ;
- 1999 : Trifle ;
- 2002 : Le Trop Petit Prince (russe : Низенький принц) court métrage, 7 min 30, scénariste, réalisatrice, conception graphique [4],[5] ;
- 2003 : La Prophétie des grenouilles, long métrage, character design ;
- 2005 : Sherlock Holmes et Docteur Watson (russe : Шерлок Холмс и доктор Ватсон) de Nikolaï Boubnov, animation, 13 minutes (décors)[3]
- 2008 : Nikita le tanneur (russe : Никита Кожемяка) co-réalisé avec Youri Tcherenkov[6] ;
- 2008 : Mia et le Migou (décors)[7] ;
- 2010 : Une vie de chat de Jean-Loup Felicioli et Alain Gagnol, long métrage d'animation (décors)[8] ;
- 2012 : Le Père Frimas de Iouri Tcherenkov (chef décorateur)[9] ;
- 2015 : Phantom Boy  de Jean-Loup Felicioli et Alain Gagnol, long métrage (décors)[9].